# Dolón

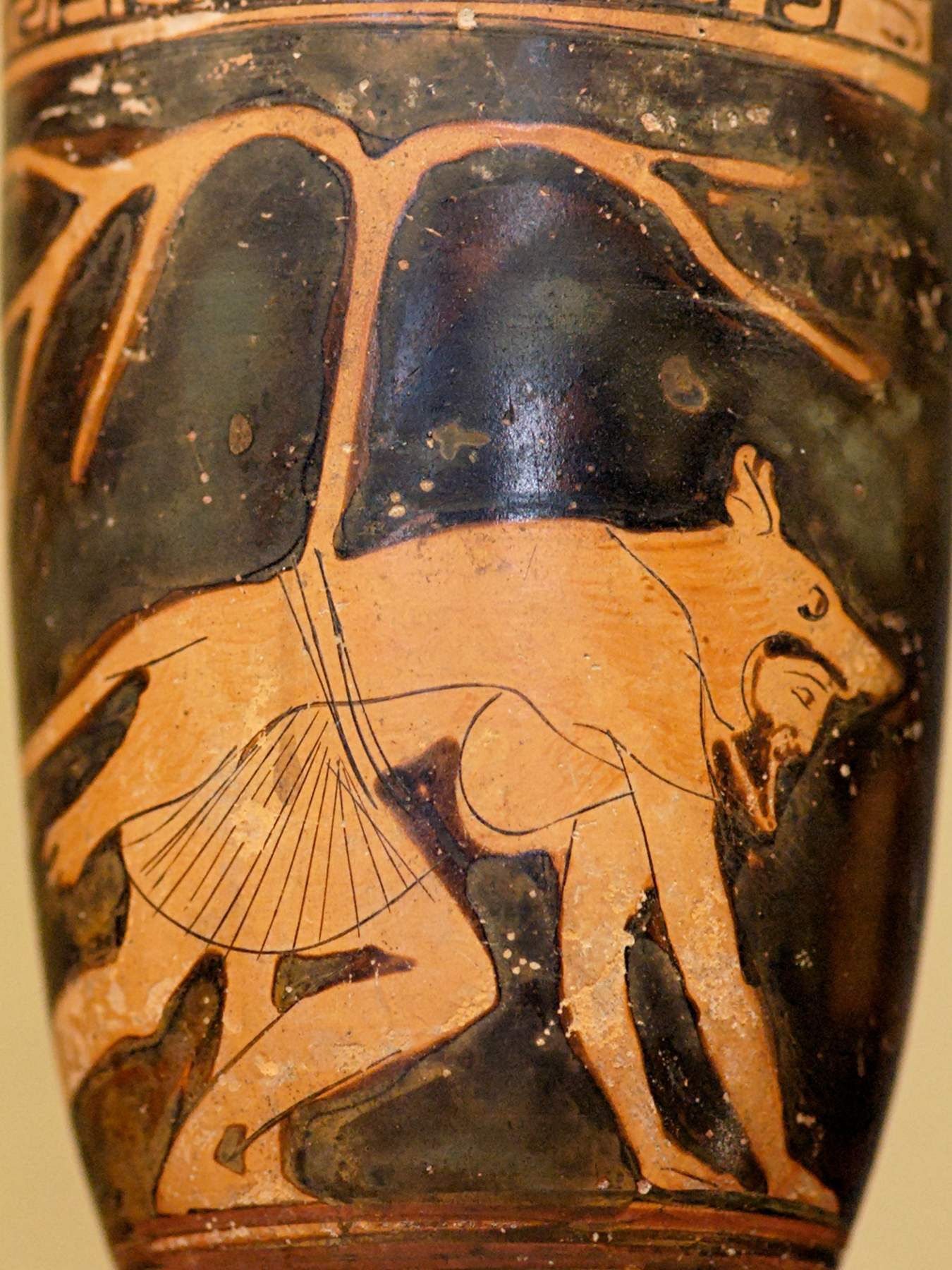
Pintura de un lecito de cerámica ática de figuras rojas procedente de Italia y conservado en el Louvre: Dolón disfrazado con una piel de lobo, con intención de pasar inadvertido caminando a cuatro patas. Ca. 460 a. C.

Dolón (en griego: Δόλων) es, en la mitología griega, un guerrero del bando troyano que combate en la guerra de Troya contra los asediantes griegos. 
Dolón era hijo de Eumedes, tenía cinco hermanas y era feo de aspecto, pero tenía fama de veloz corredor. Por esto último, se ofreció a espiar de noche el campamento aqueo, pidiendo como premio final los caballos y el carro de Aquiles. Durante su incursión, disfrazado con la piel de un lobo, fue apresado por Diomedes y Odiseo, que también hacían de espías nocturnos pero por el bando griego. Tras hacerle sufrir un interrogatorio, Diomedes lo decapitó y sus despojos fueron colgados en la popa de la nave de Odiseo para ser sacrificados a Atenea.
En la Ilíada, Dolón únicamente aparece en el Canto X, del que es desafortunado protagonista. Pero es un personaje en la tragedia Reso, de Eurípides. Virgilio también lo menciona en la Eneida en relación con su hijo Eumedes (llamado como su abuelo), quien tras sobrevivir la guerra de Troya se embarcó con Eneas para morir luchando frente a Turno.
El asteroide (7815) Dolon fue nombrado así en recuerdo de este guerrero mitológico.